# منتزه دنيانا الوطني
منتزه دنيانا الوطني ، (بالإسبانية: Doñana National Park)‏. يقع المنتزه في الأندلس عند الضفّة اليمنى لنهر الوادي الكبير. في مصبّه على المحيط الأطلسي. وهو معروف لتنوّع مداه الجغرافي من بحيرات شاطئية ومستنقعات وكثب ثابتة ومتحركة وغابات صغيرة وأجمة. وهو موطن خمسة أصناف من الطيور المهددة وأعظم مواطن أعشاش مالك الحزين في المنطقة المتوسطية والموقع الذي يبيت فيه أكثر من 500000 عصفور مائي في فصل الشتاء.

## معرض الصور

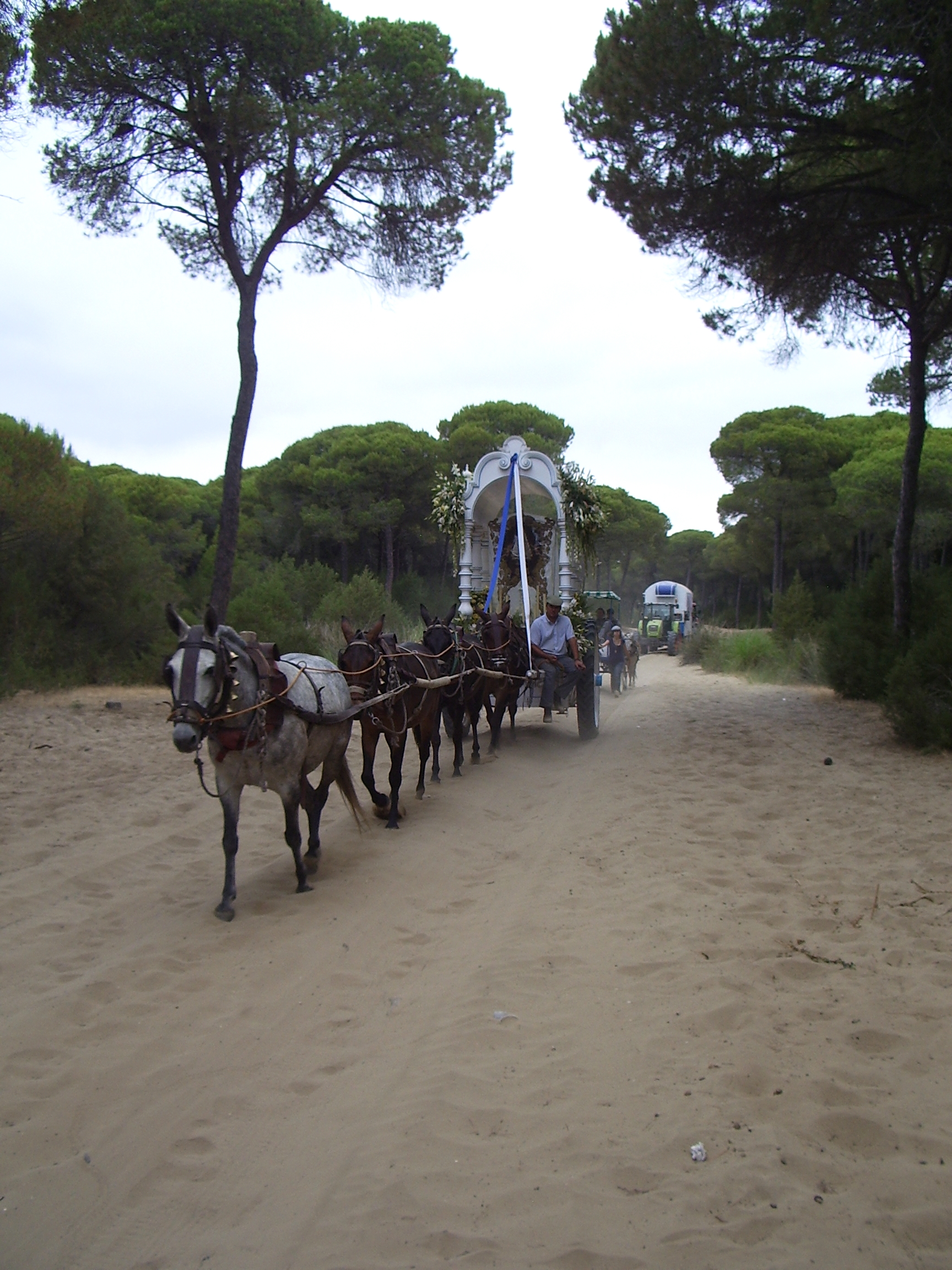
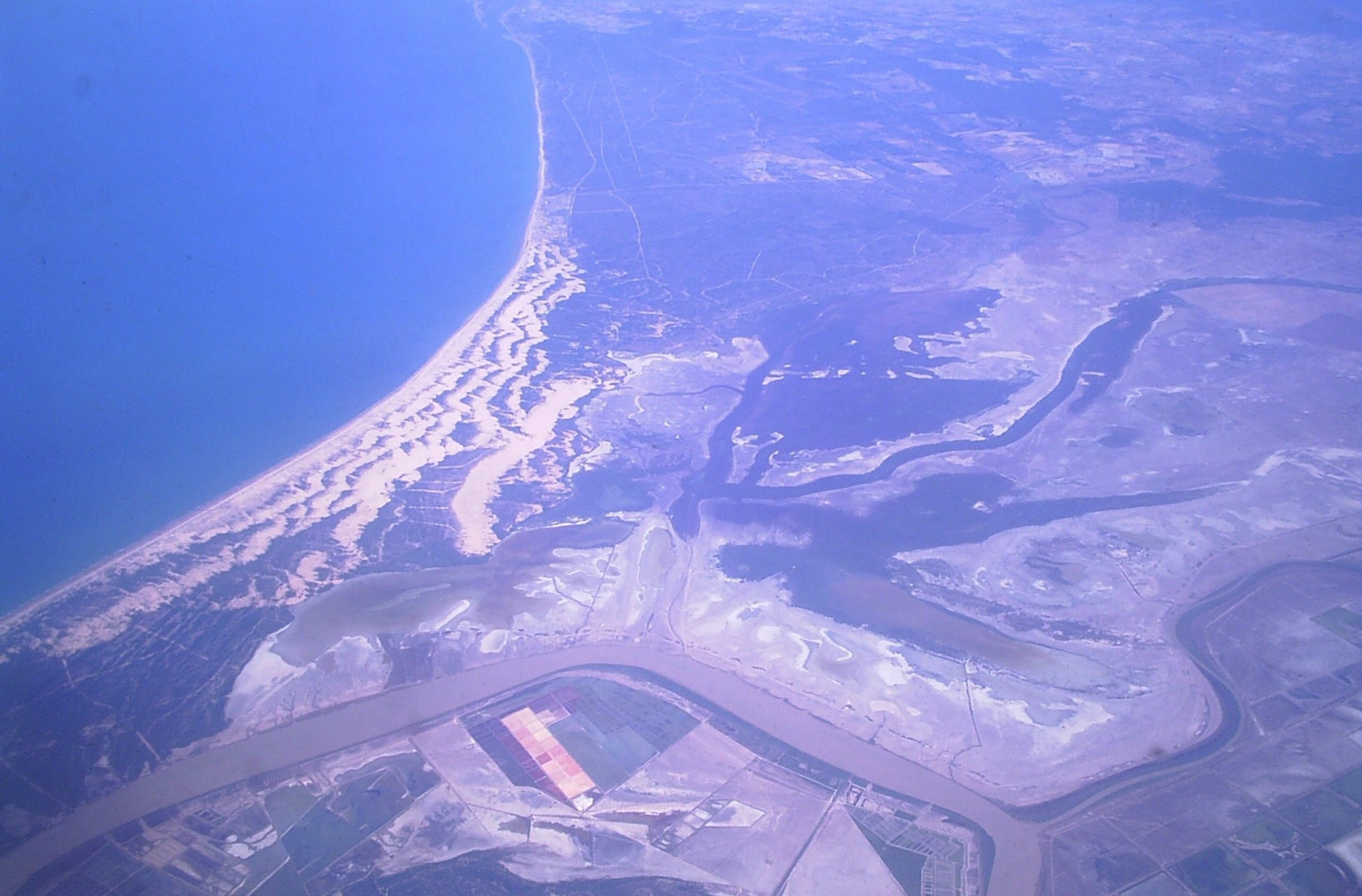
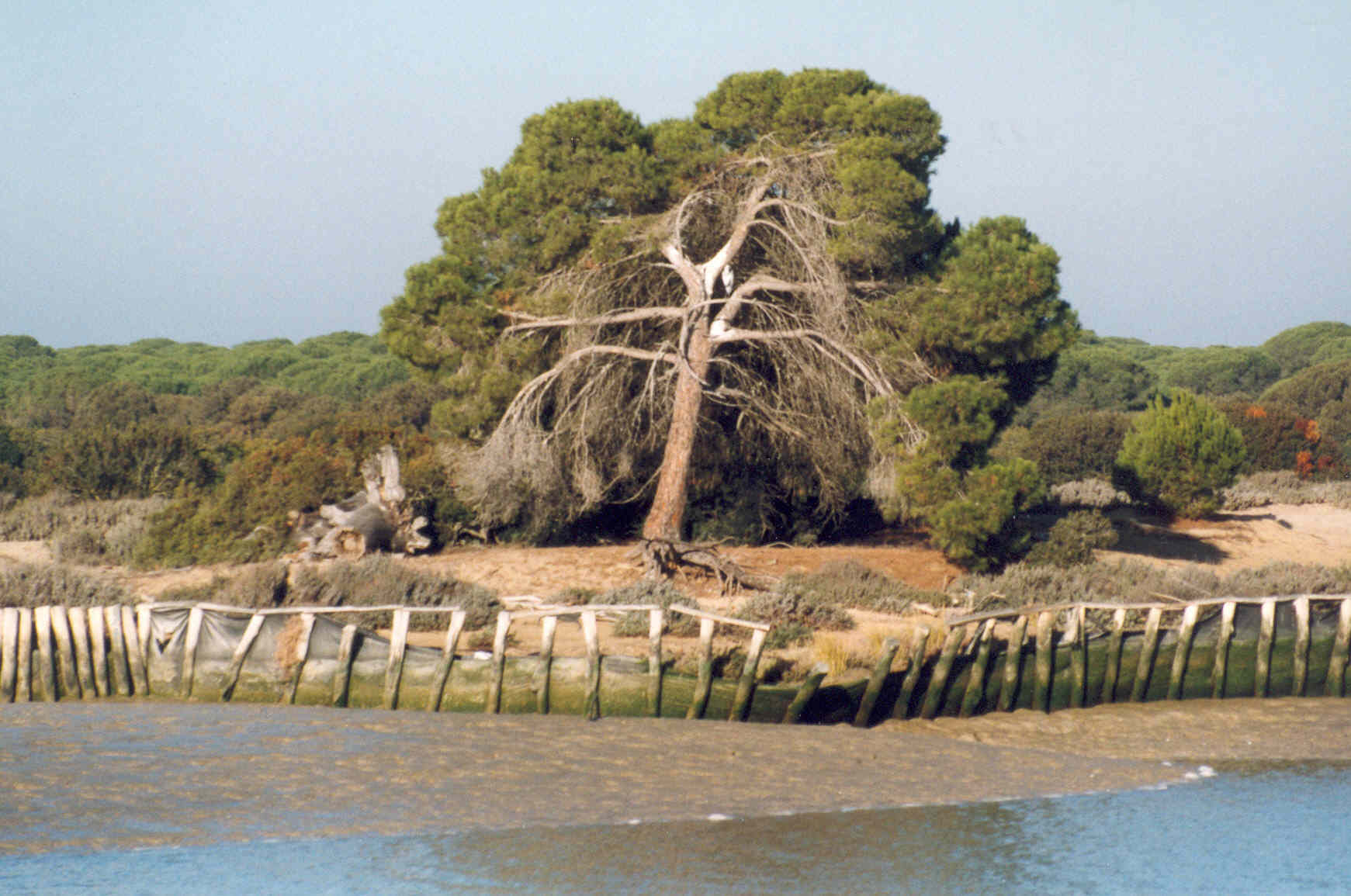
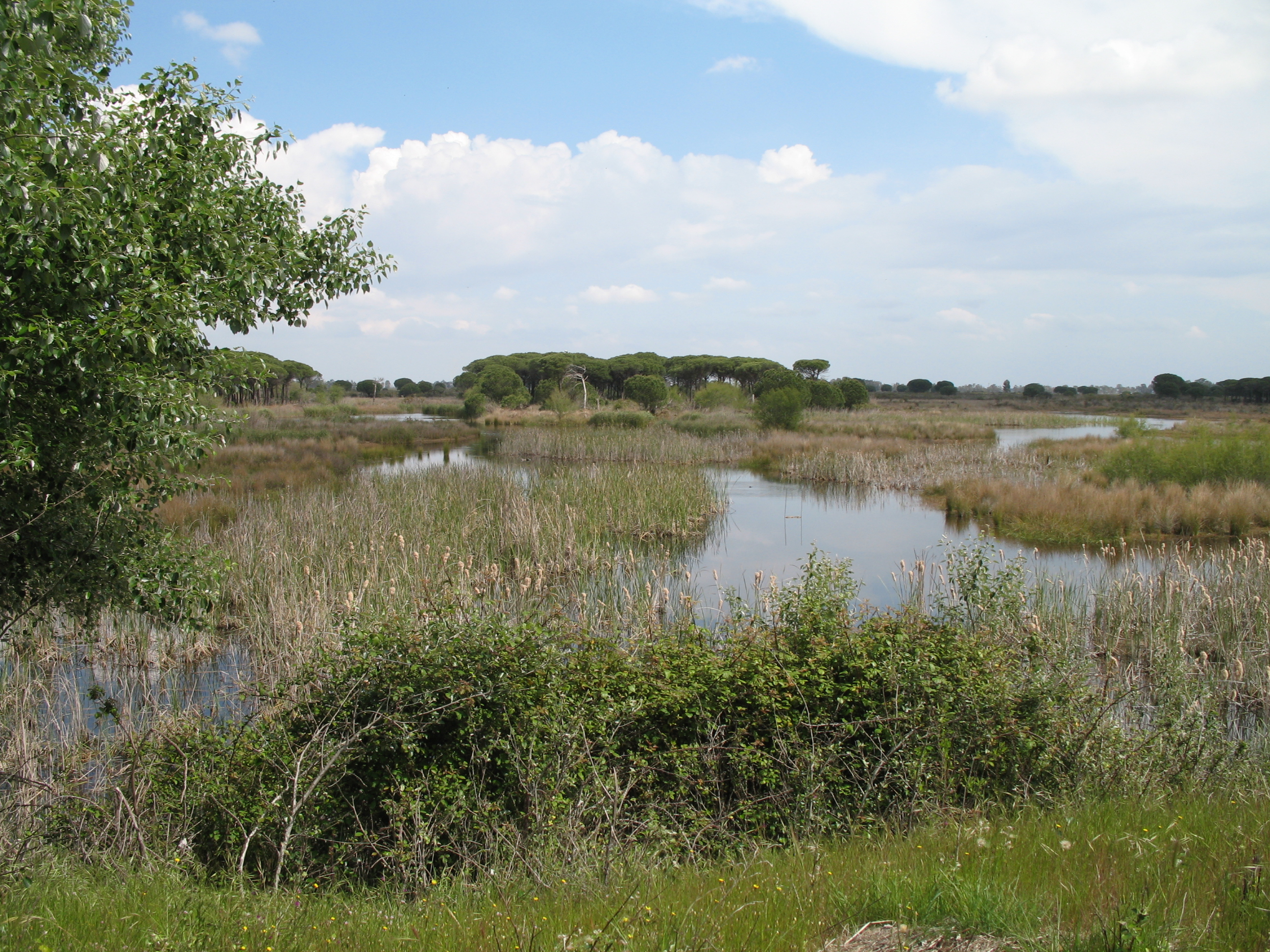
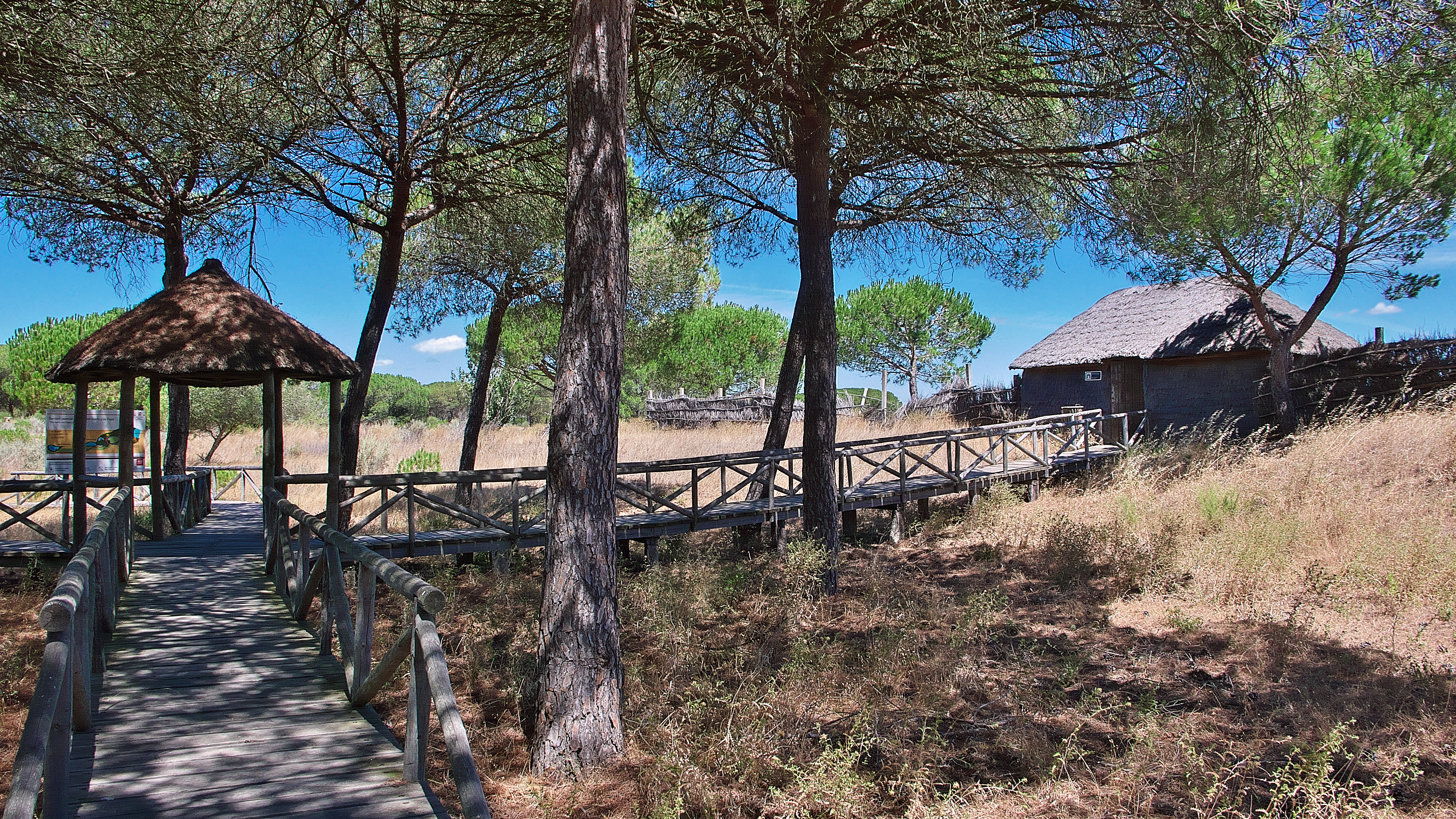
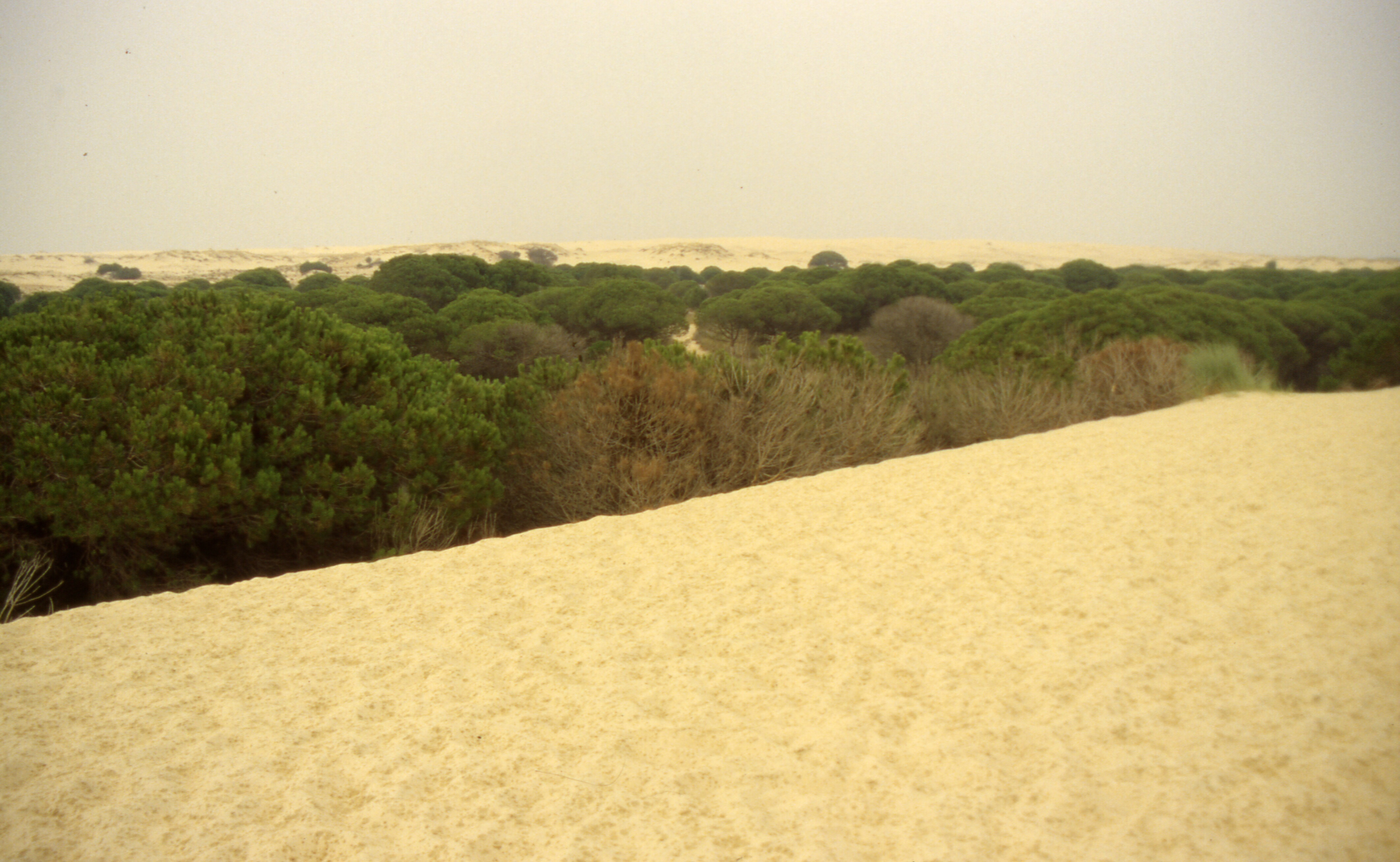
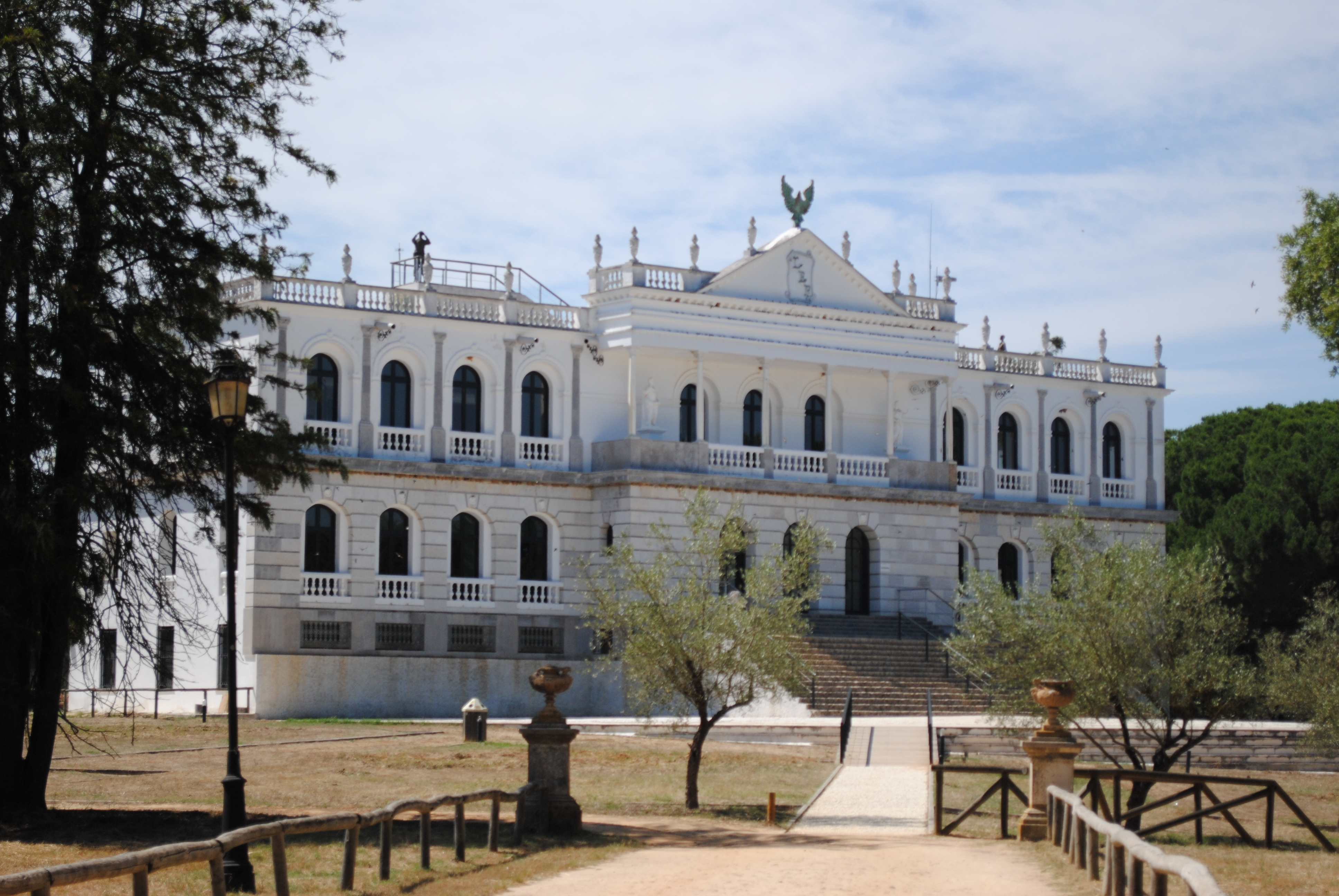
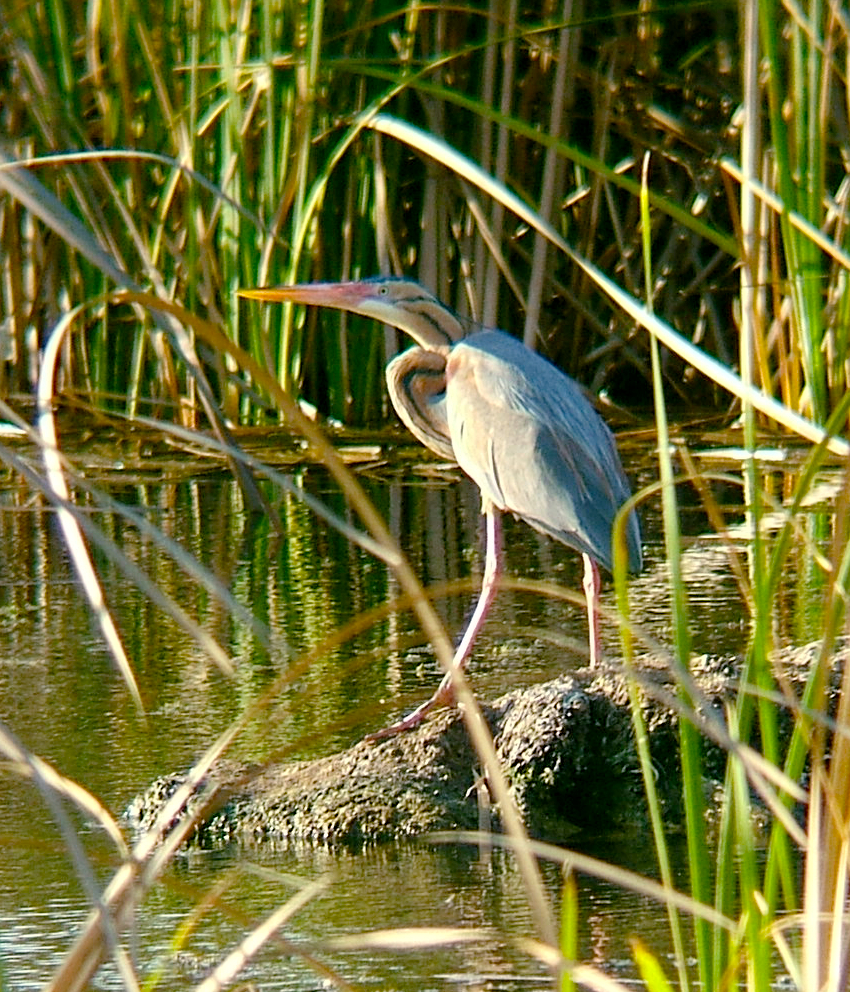
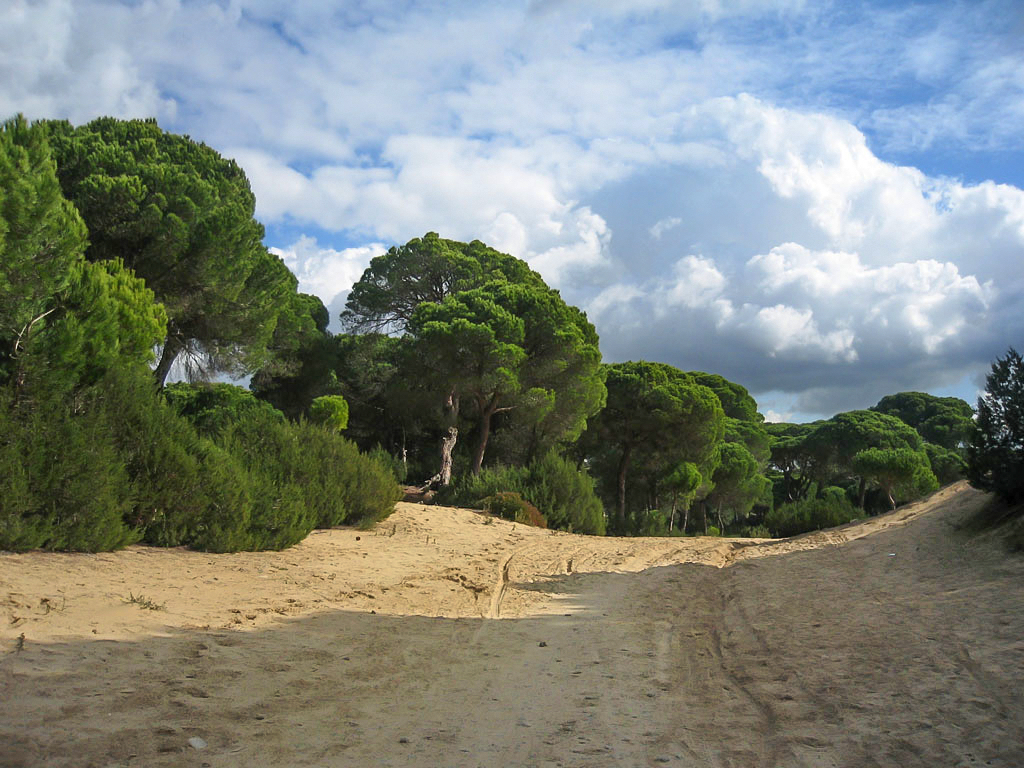
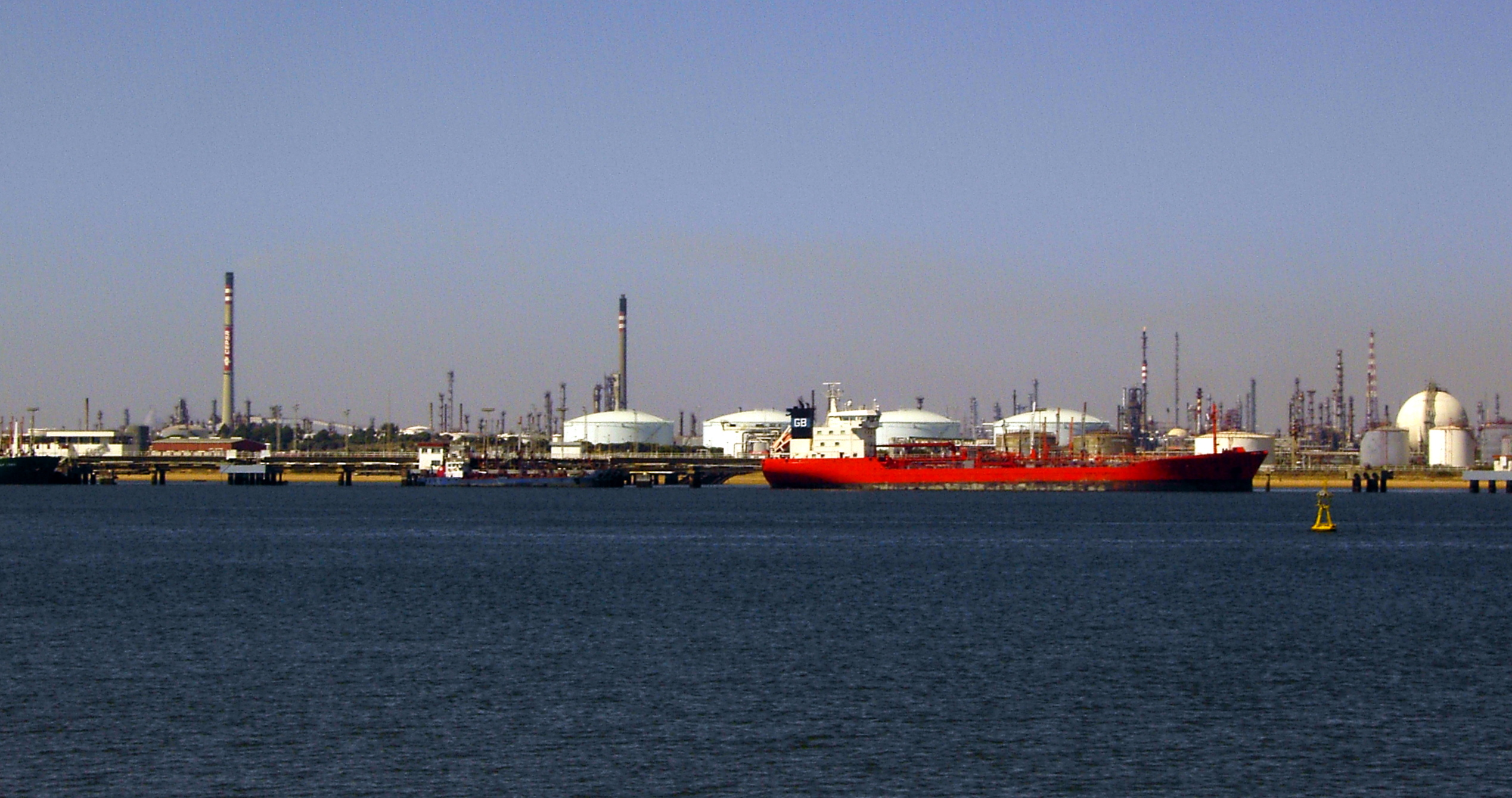
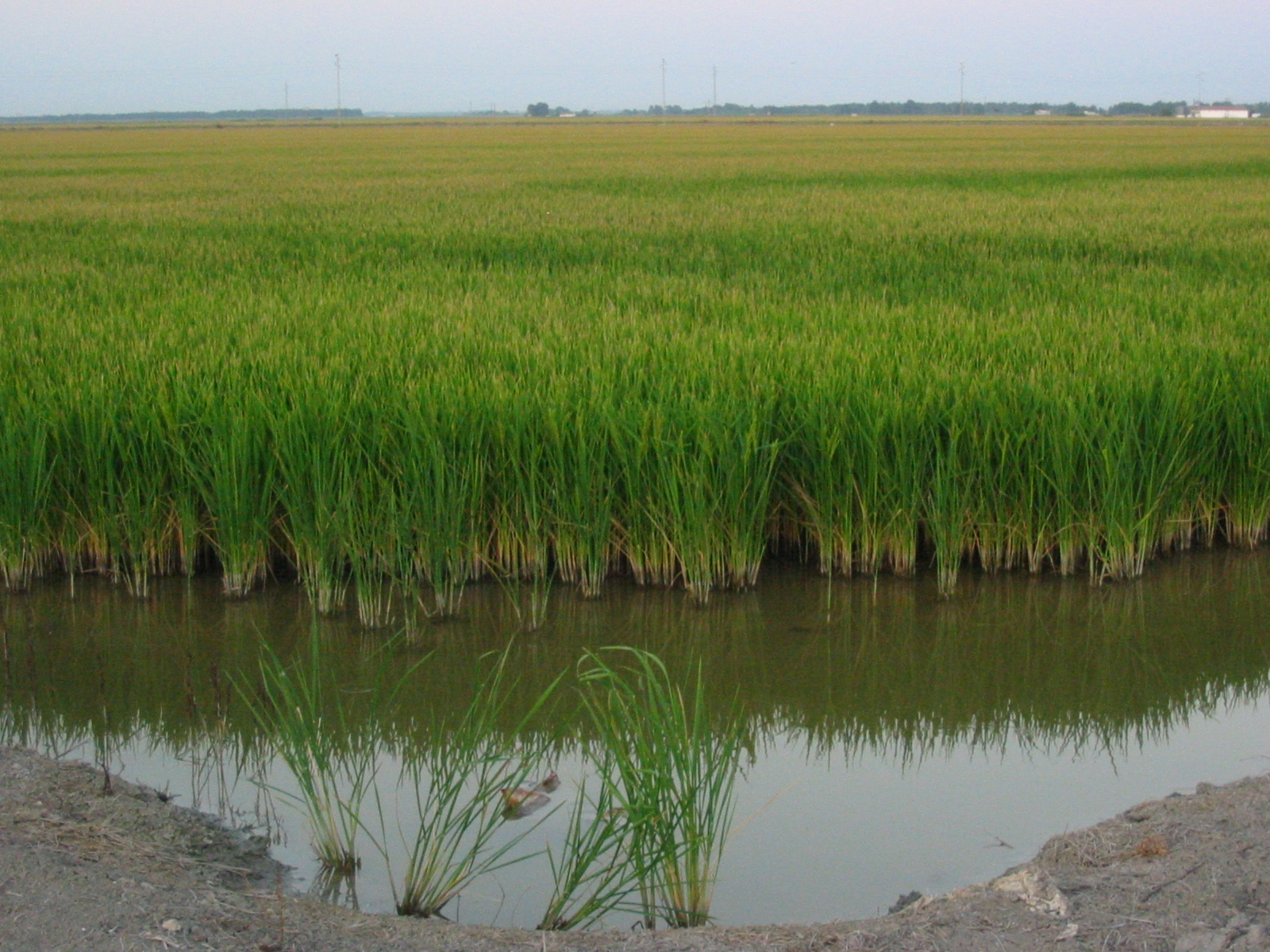
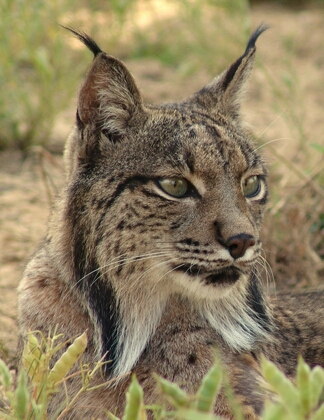